# Deal

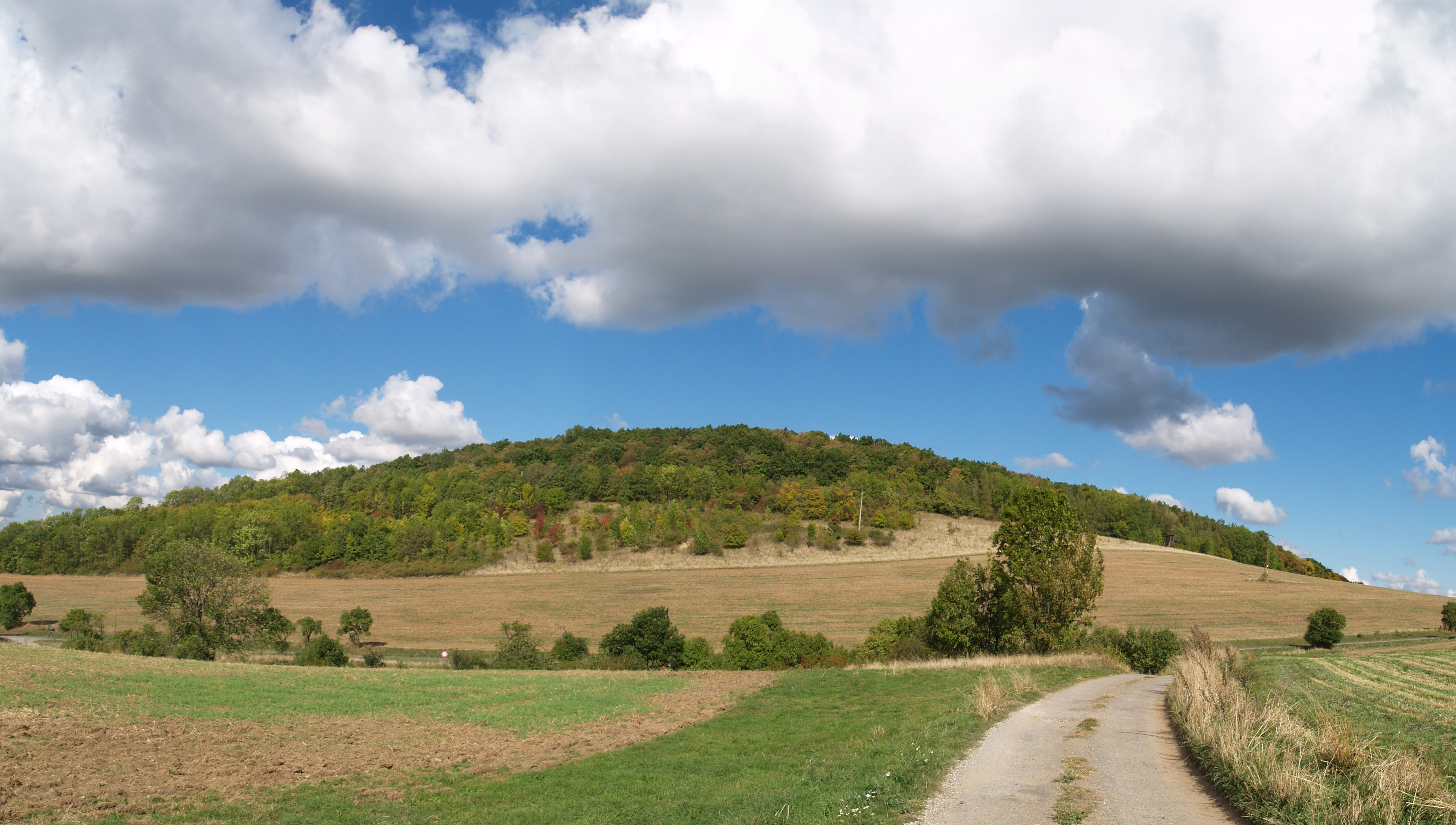
Deal în Republica Cehă

Dealul, conform dĕlŭ, cuvânt provenit  dintr-o limba slavă, este o formă de relief care se prezintă ca o ridicătură a scoarței pământului mai mică decât muntele, având înălțimea cuprinsă între 200 și 800 metri.  Dealurile sunt reprezentate pe hartă, de obicei, cu culoarea galben.
În unele regiuni ale României, cuvântul deal poate desemna o vie, o podgorie sau chiar o livadă.   Vegetația specifică a dealurilor europene este formată din păduri de foioase (stejar, mai ales) și pășuni. Fiind reduse ca altitudine și prezentând numeroase avantaje, sunt în general bine populate. Locuitorii dealurilor cultivă pomi fructiferi, viță de vie și anumite plante de cultură, cresc animale, extrag cărbune, sare, gaze naturale, petrol.
În Subcarpații de curbură ai României se întâlnesc două fenomene rare vulcanii noroioși și focurile vii. Se formează prin mai multe cai cutarea stratelor, fragmentarea podișurilor de către ape curgătoare, etc.